# I-27
El I-27 (イ-27?) fue un submarino portaaviones del Tipo B1 de la Armada Imperial Japonesa que participó en la Segunda Guerra Mundial hasta su hundimiento en 1944.

## Descripción
El I-27, con un desplazamiento de 2.600 t en superficie, tenía la capacidad de sumergirse hasta 100 m, desarrollando entonces una velocidad máxima de 8 nudos, con una autonomía de 96 millas náuticas a una velocidad reducida de 3 nudos. En superficie, su autonomía era de 14.000 millas náuticas a una velocidad de crucero de 16 nudos, desarrollando una velocidad máxima de 23,6 nudos. Trasportaba un hidroavión biplaza de reconocimiento Yokosuka E14Y conocido por los Aliados como Glen, almacenado en un hangar hidrodinámico en la base de la torre de la vela.

## Historial
El I-27 tuvo bastante éxito atacando buques mercantes aliados. El 20 de marzo de 1943 ataca y hunde al noroeste de Ceilán al transporte armado británico de 7.132 toneladas Fort Mumford, que realizaba su viaje inaugural transportando armamento desde Vancouver al teatro del Mediterráneo. El 7 de mayo hace lo propio con el mercante holandés de 6.608 toneladas Berakit en el Golfo de Omán. En la misma zona, pero el 3 junio hunde a un mercante estadounidense de 4.897 toneladas, el Montanan, al que sigue el petrolero británico de 4.696 toneladas British Venture el 24 de junio. Cuatro días más tarde otro mercante, en esta ocasión el noruego Dah Puh de 1.974 toneladas, es también hundido.
Nuevos hundimientos se suceden a lo largo de los restantes meses del año 1943. En febrero de 1944 inicia su décima patrulla, localizando un convoy y atacando a un transporte de tropas, el Khedive Ismail de 7.513 toneladas. Tras ser alcanzado por dos torpedos, el transporte se parte en dos y se hunde en tan sólo un minuto y cuarenta segundos. Los destructores HMS Paladin y HMS Petard iniciaron la caza del submarino, maniobrando y lanzando sus cargas de profundidad entre los náufragos del Khedive Ismail, que tuvo 1.279 muertos de un total de 1.511 personas. Finalmente, tras detenerse el ataque e iniciarse las labores de rescate de los supervivientes, el I-27 emerge sorpresivamente, manteniéndose estático en superficie a unos tres kilómetros del punto del hundimiento. Los destructores pasan de nuevo al ataque con su artillería alcanzando repetidamente al submarino, que es embestido por el Paladin. El I-27 maniobra de un modo errático, pese a lo cual seis torpedos lanzados desde el Petard no encuentran su blanco. Finalmente es hundido por un séptimo torpedo en la posición (1°25′N 72°22′E / 1.417, 72.367).